# Jezírko (Hlubočepy)

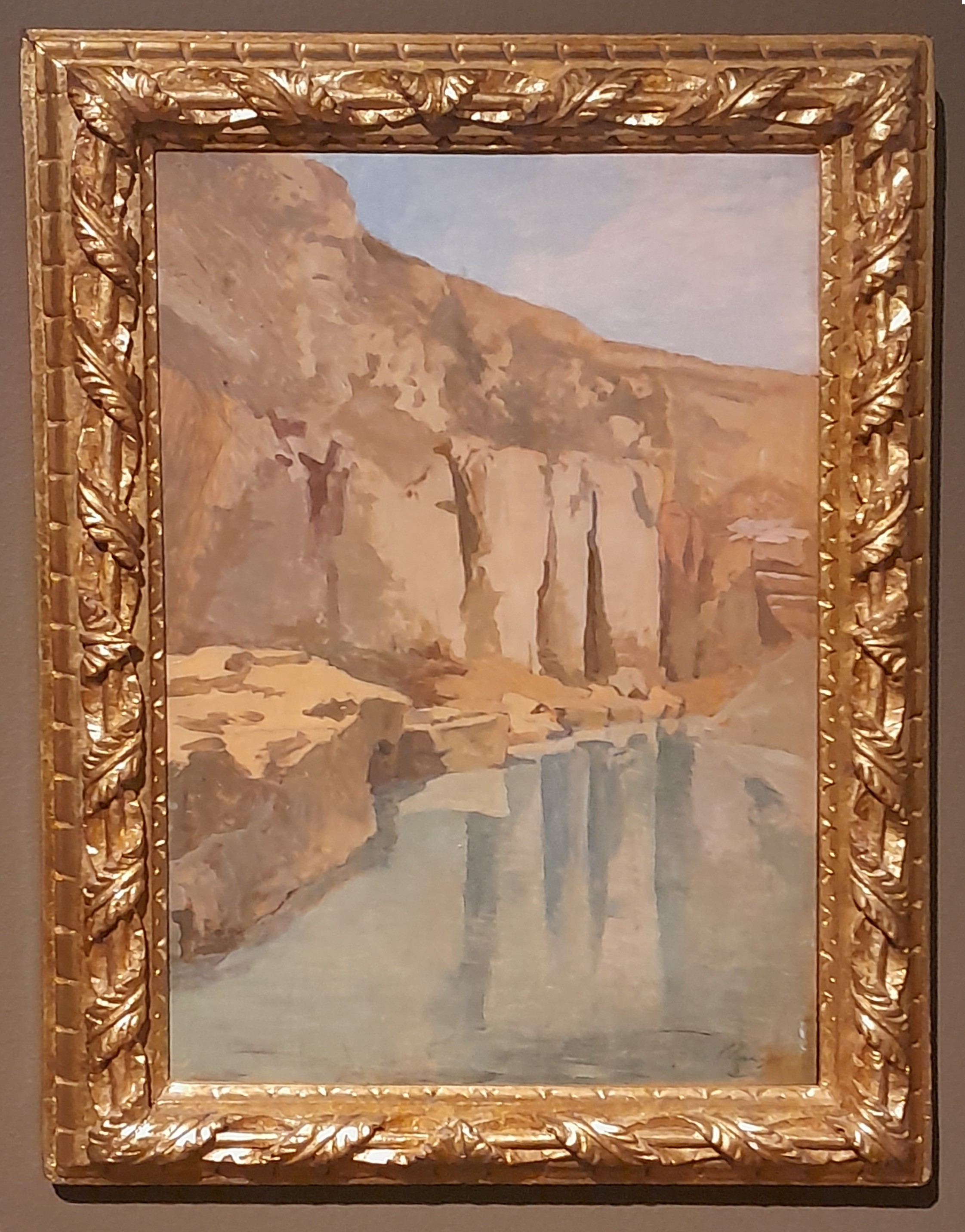
Jezírko v Prokopském údolí, olej na desce 40,7 x 25,7 cm, kolem roku 1894, Julius Mařák (1832-1899)

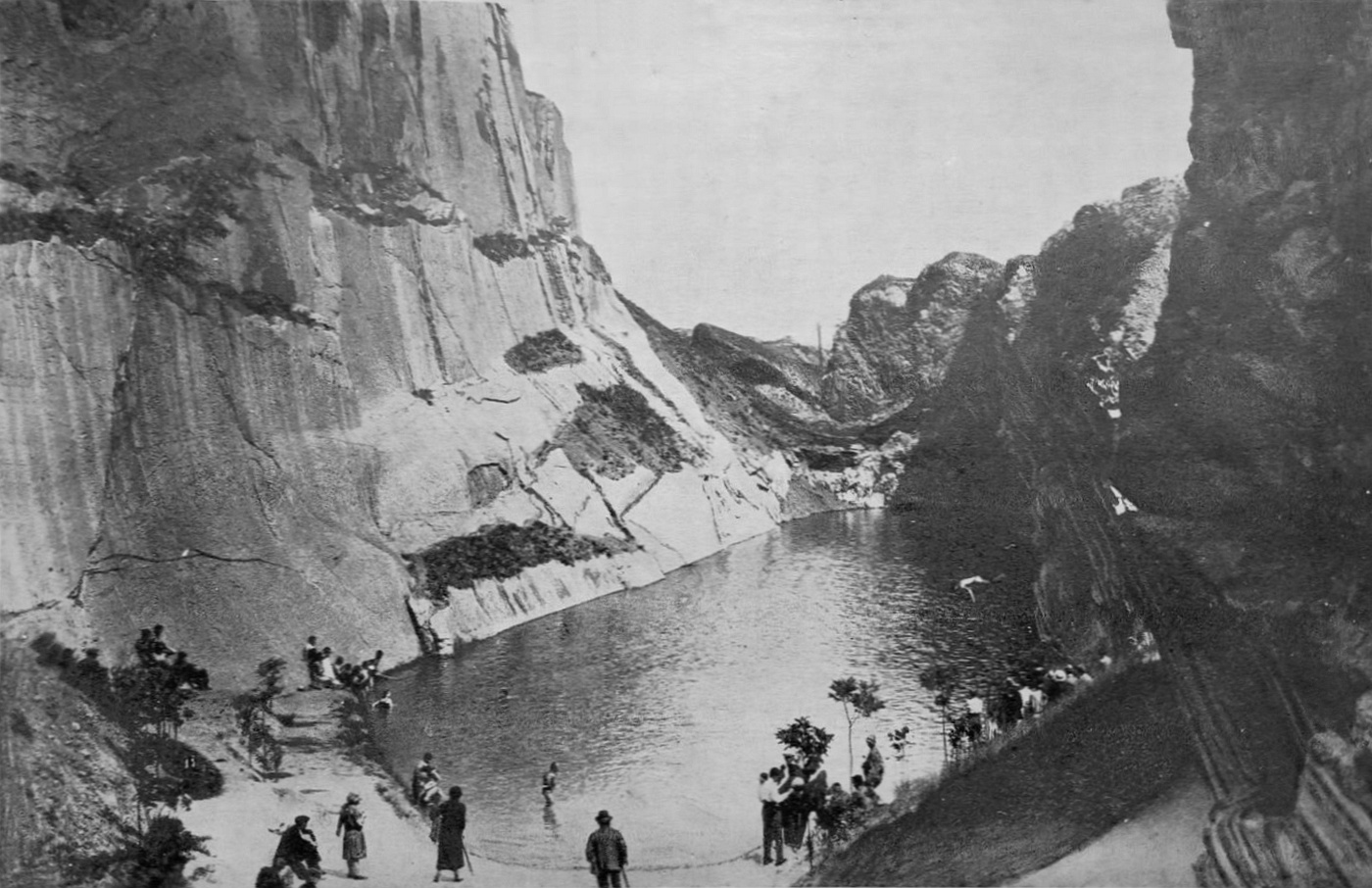
Prokopské jezírko na dobové pohlednici (rok 1925)

Jezírko také nazývané Prokopské jezírko, Hlubočepské jezírko nebo též Rusalčino jezírko se nachází při východním okraji  Prokopského údolí asi 340 metrů vzdušnou čarou západně od Severozápadního hlubočepského viaduktu a asi 930 metrů vzdušnou čarou východně od vstupu do vojenského objektu v Prokopském údolí. Jezírko je ze tří stran lemováno téměř kolmými skalami a je tudíž přístupné jen ze západního břehu, kam ústí krátká spojovací zpevněná cesta (odbočka) vedoucí severně od asfaltové silničky K Dalejím, od níž je jezírko odděleno skalním masivem. Odbočka k jezírku (o délce asi 50 metrů) se odděluje od naučné stezky „Údolím dalejského potoka“ (Řeporyje – Hlubočepy) v místě vzdáleném asi 300 metrů východně od křižovatky hlubočepských ulic K Dalejím x Na Placích.

## Podrobně

### Základní parametry
Vznik jezírka (eliptického tvaru s delší západo–východní osou) je datován do roku 1905, kdy se utvořilo v zatopeném lomu na vápenec v Hlubočepích. V západo–východním směru je jezírko 107 metrů dlouhé a v severo–jižním pak jen 26 metrů široké (má rozlohu  0,25 ha). Podle potápěčského průzkumu z roku 2007 je pouze 3,5 metru hluboké, ačkoliv jiné prameny uváděly údajně jeho maximální hloubku 10 metrů.

### Vodní režim
V 70. letech 20. století po vybudování hlavní kanalizační štoly Jihozápadního Města zanikl přirozený přítok vody do jezírka na jeho severozápadním konci. V současnosti (rok 2023) je napájeno podzemní vodou přiváděnou potrubím z nedalekého vojenského areálu (objektu), kde je čerpána z tamních podzemních prostor. Kontinuální přítok této vody (s mohutností 1,5 až 2 litry/sekundu) lze zastavit na maximálně 2 hodiny. Odtok vody je realizován potrubím, kudy se odtékající podzemní voda dostává do systémů trubního vedení uložených v cestě od jezírka k silnici. (V minulosti fungovalo jezírko jako zdroj pitné vody a byla zde dokonce instalována čerpací stanice.) 
Systém napouštění a vypouštění jezírka prodělal v průběhu desítek let své existence i několik neodborných zásahů. Stářím poznamenaný systém je po létech provozu ve špatném technickém stavu: přítokové a odtokové trubky jsou různě propojované; šachy jsou netěsné a mechanické ovládací prvky (šoupata) jsou většinou nefunkční. S tímto vybavením lze jen velice obtížně udržovat dlouhodobě hladinu vody v jezírku na požadované konstantní (stabilní) a optimální úrovni.

Typické pohledy
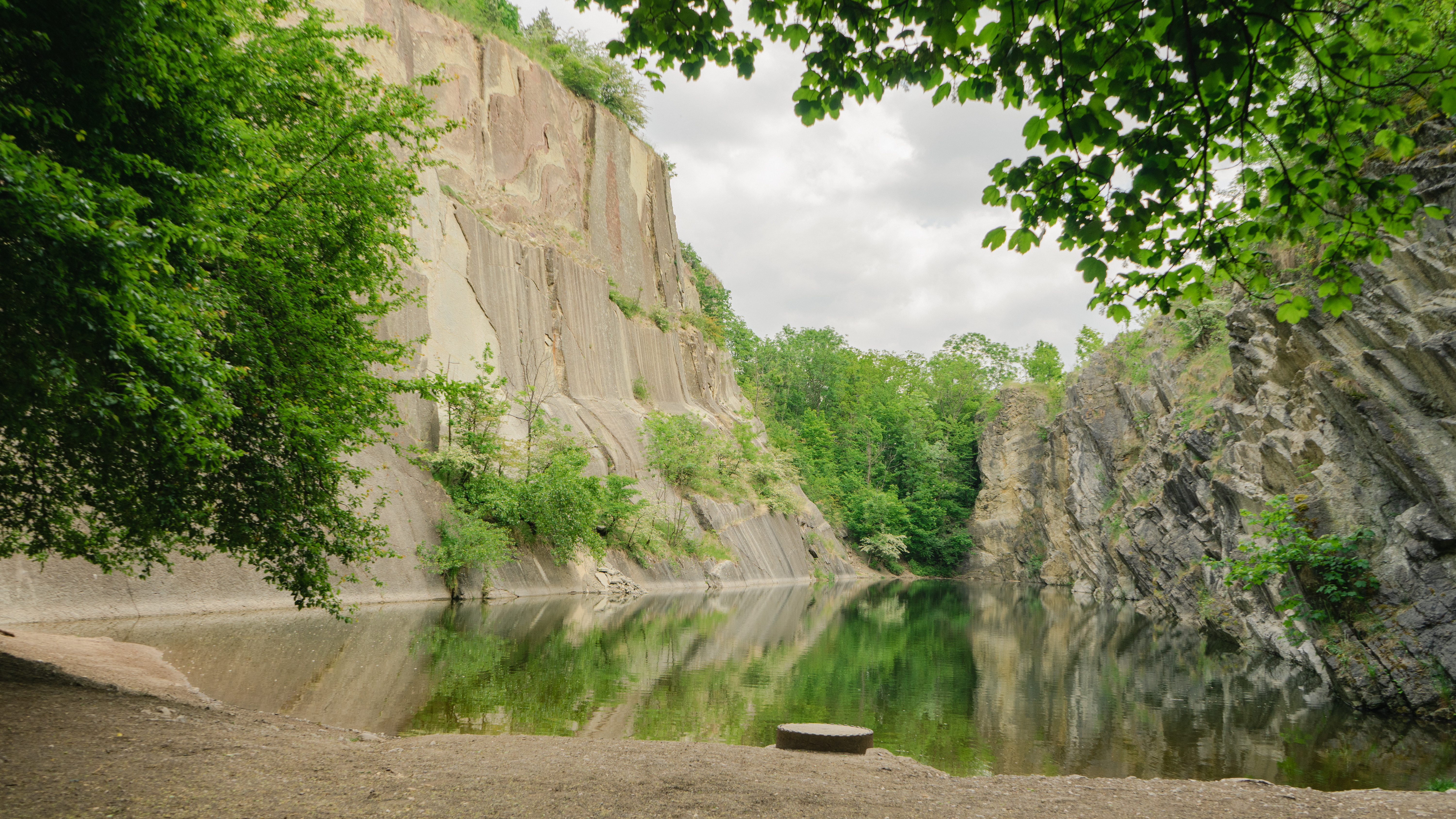
Nejběžnější pohled na jezírko z jeho západního břehu
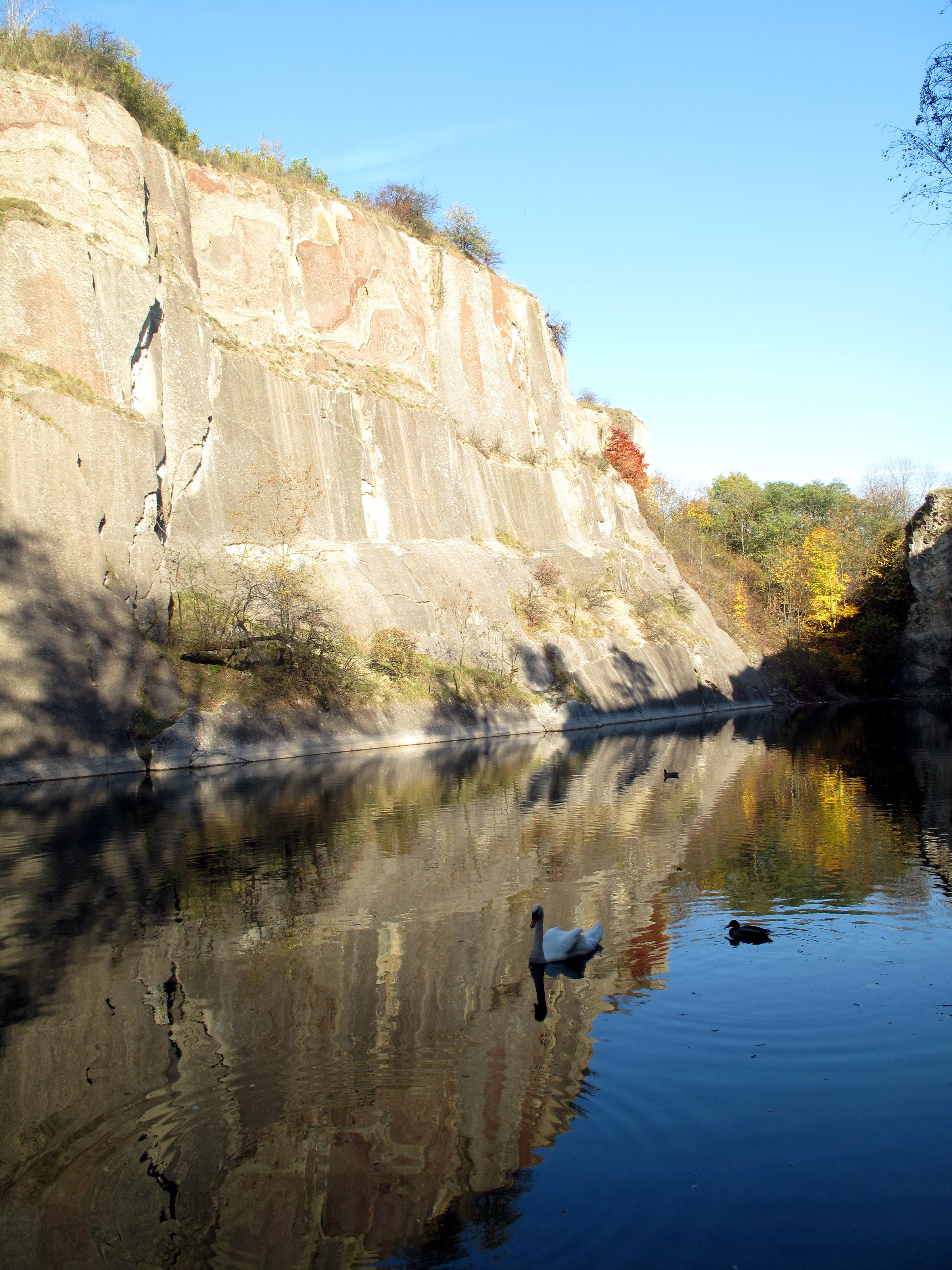
Pohled na severní skalní stěnu obklopující jezírko
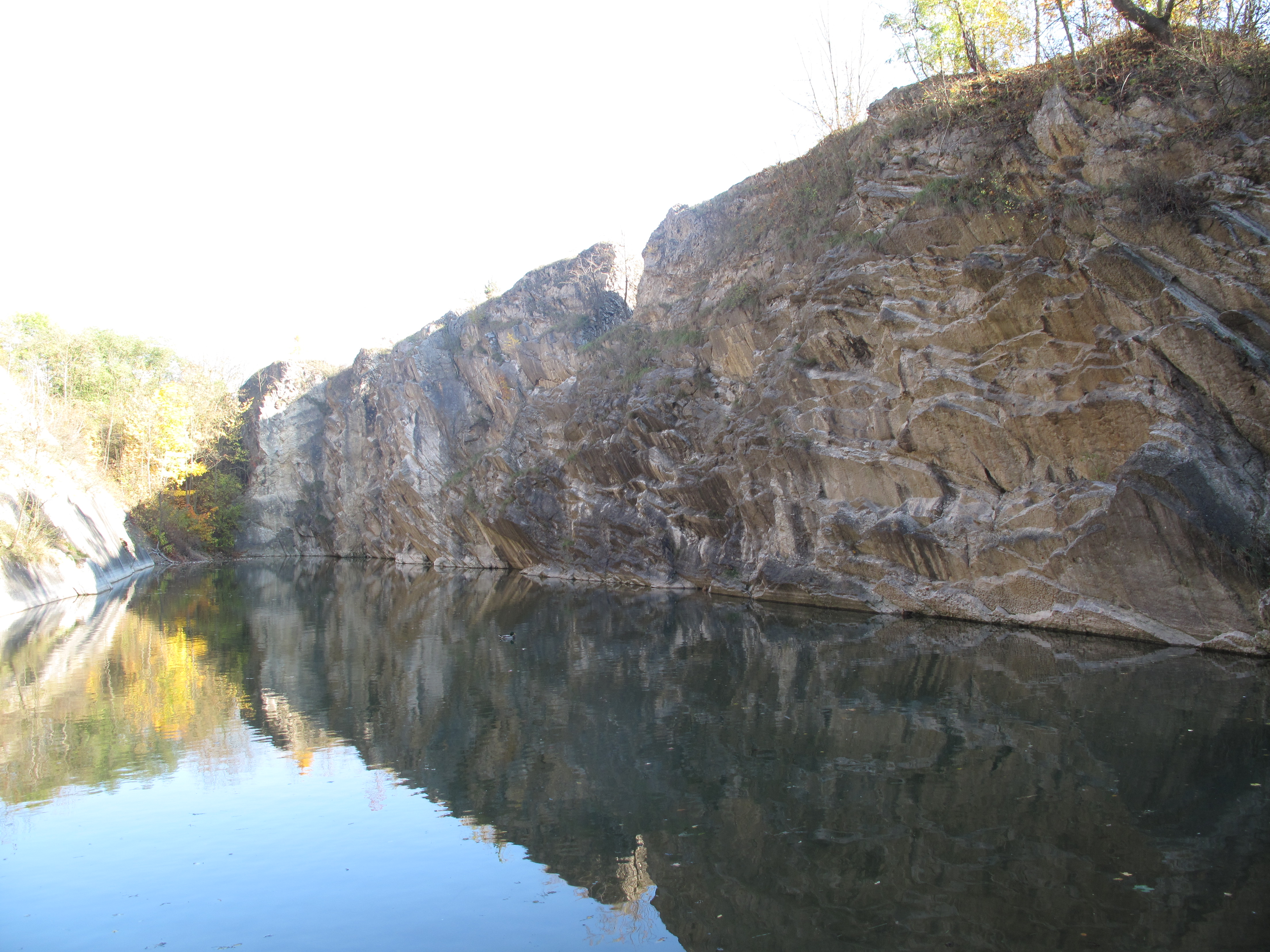
Pohled na jižní skalní stěnu obklopující jezírko

### Stav před revitalizací
Vody jezírka byly oživeny okouny říčními a jeho hladina poskytovala svého času životní prostor labutím a kachnám. Díky blízkosti hlavních českých filmových studií na Barrandově je možno toto jezírko (jako kulisu) spatřit hned v několika českých filmech i televizních pořadech.

## Revitalizace
V roce 2020 plánoval odbor ochrany prostředí Magistrátu hlavního města Prahy revitalizaci koryta Dalejského potoka. V této souvislosti byl zadán i projekt na rekonstrukci a opravu nátoku (napájecího systému) a odtoku Hlubočepského jezírka. Projekt předpokládal vybudování nového napouštěcího a vypouštěcího potrubí. Voda vedená z vojenského objektu je dopravována přívodními šachtami pod silnicí a odtud má být zbudováno nové napouštěcí potrubí do jezírka. Zároveň bude (v místě napojení) možno vodu z vojenského objektu přesměrovat místo do jezírka do Dalejského potoka, což umožní jezírko od zdroje podzemní vody dočasně odstavit. Takto odstavené jezírko bude možno následně vypustit, vyčistit od bahna, odpadu a napadaného kamení. Z prostoru vypuštěného jezírka má být zbudováno nové potrubí řízeným podvrtem přímo do Dalejského potoka. Součástí celkové revitalizace jezírka má být i odstranění starých, nefunkčních potrubí a deinstalace nevyužívaných původních šachet. Aby bylo možno regulovat hladinu vody v jezírku má být zbudován kamenem obložený požerák (vypouštěcí zařízení jezírka), k němuž povede podvodní lávka pro obsluhu. Plánované revitalizační práce (v hodnotě 7,2 miliónu korun) již byly v lokalitě zahájeny koncem června 2023 a celé dílo by mělo být dokončeno nejpozději v dubnu 2024.

Revitalizace
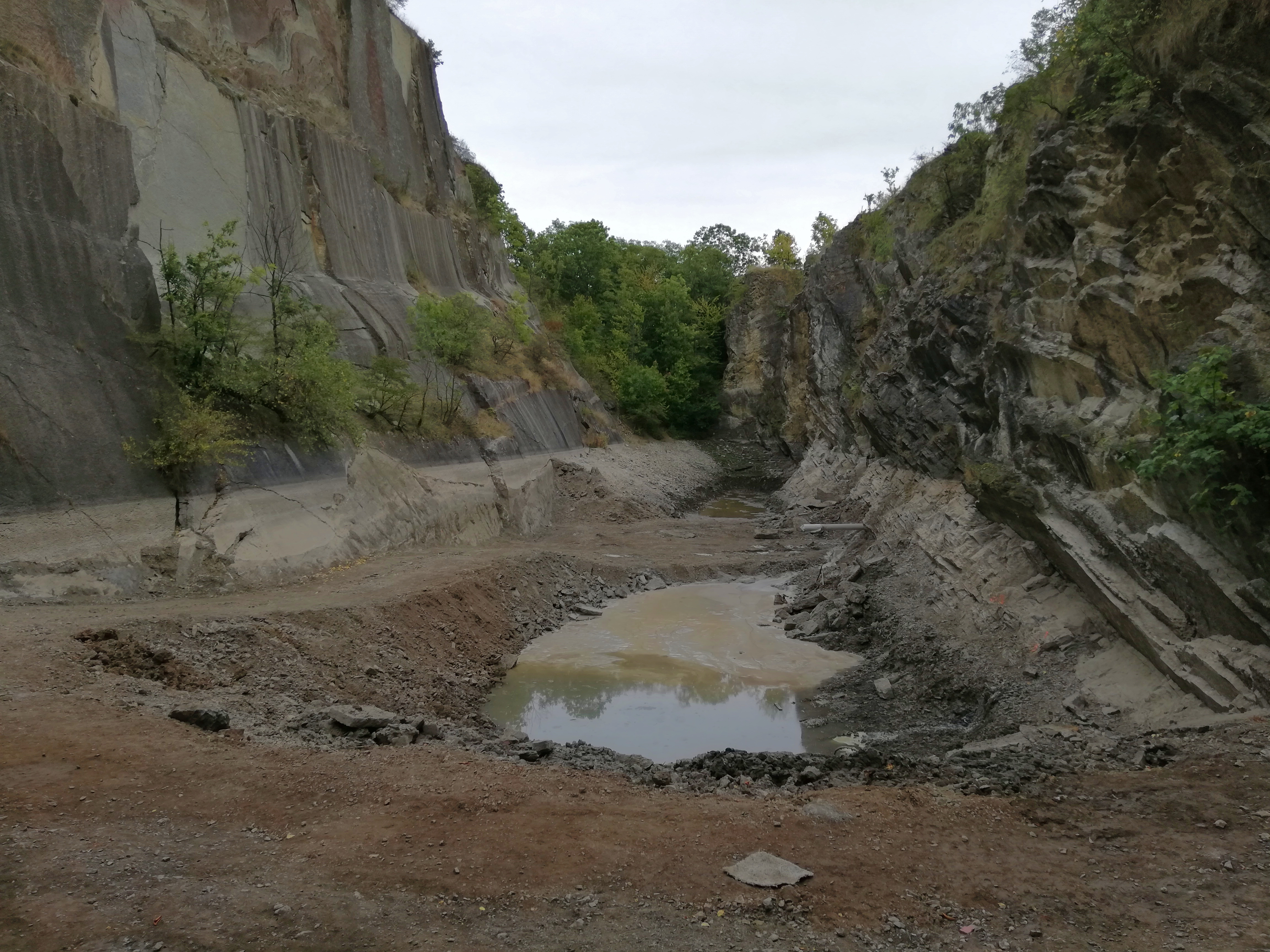
Pohled ze západního břehu
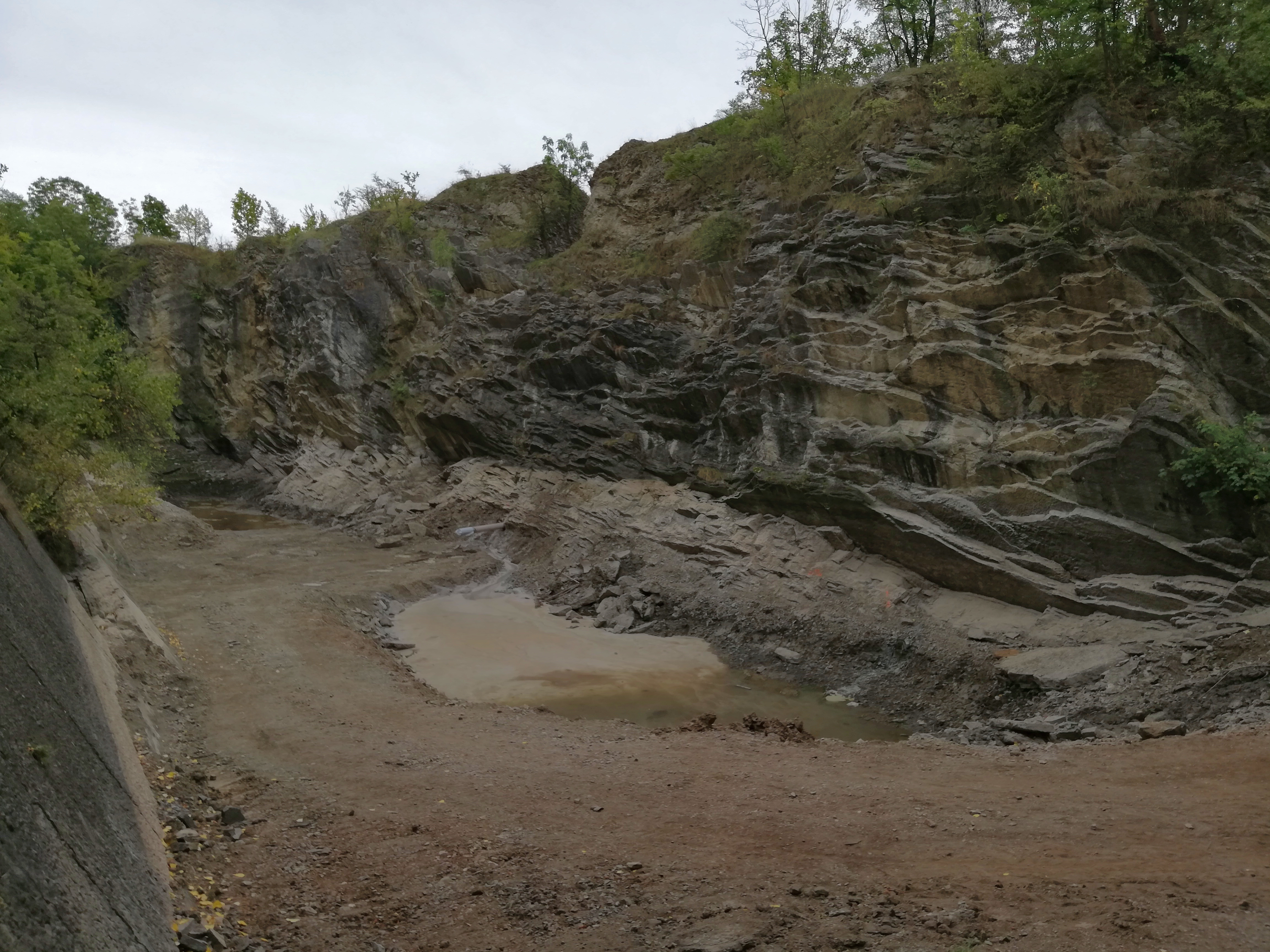
Pohled ze západního břehu na jižní skalní masiv
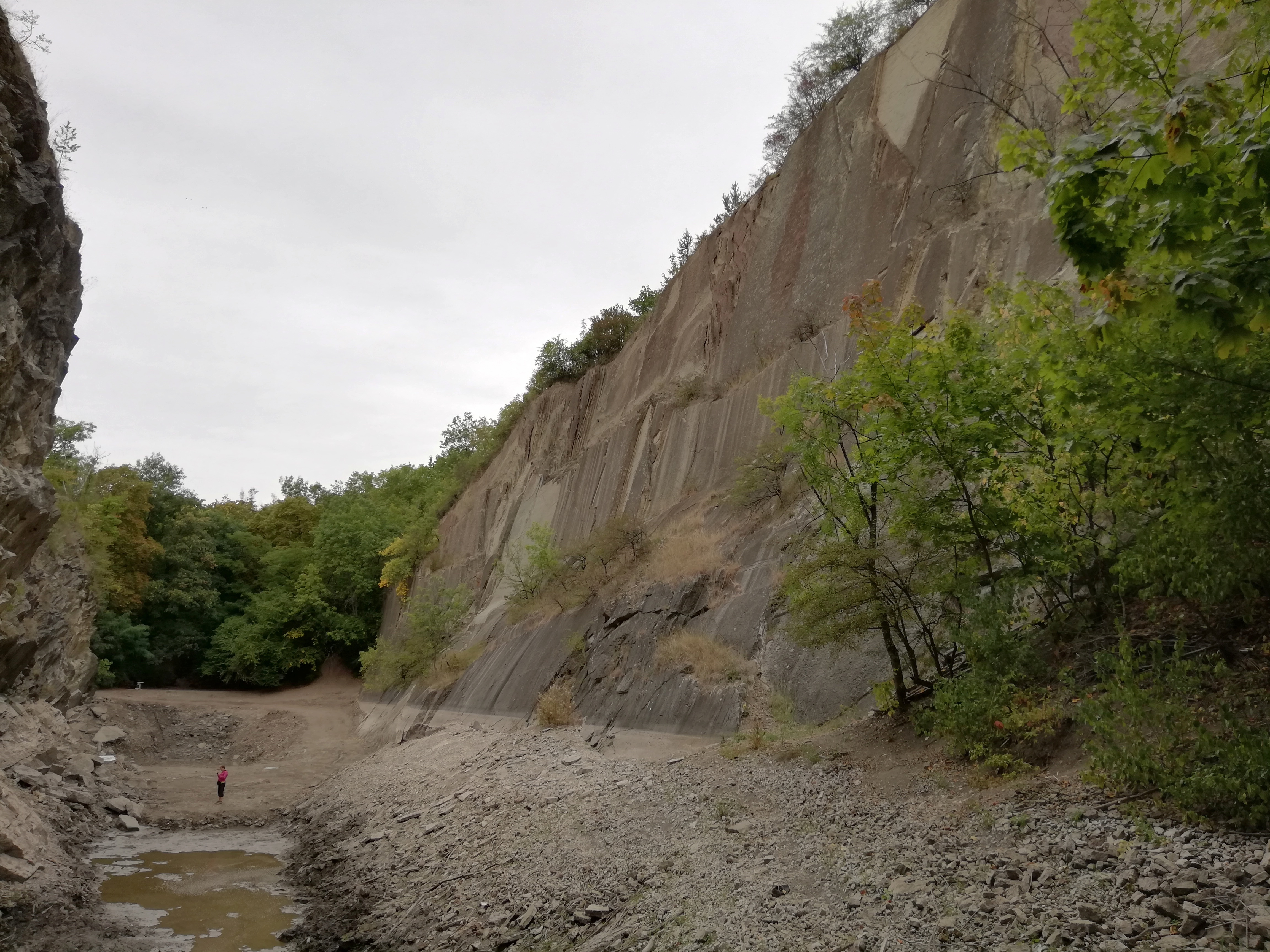
Pohled z východního břehu
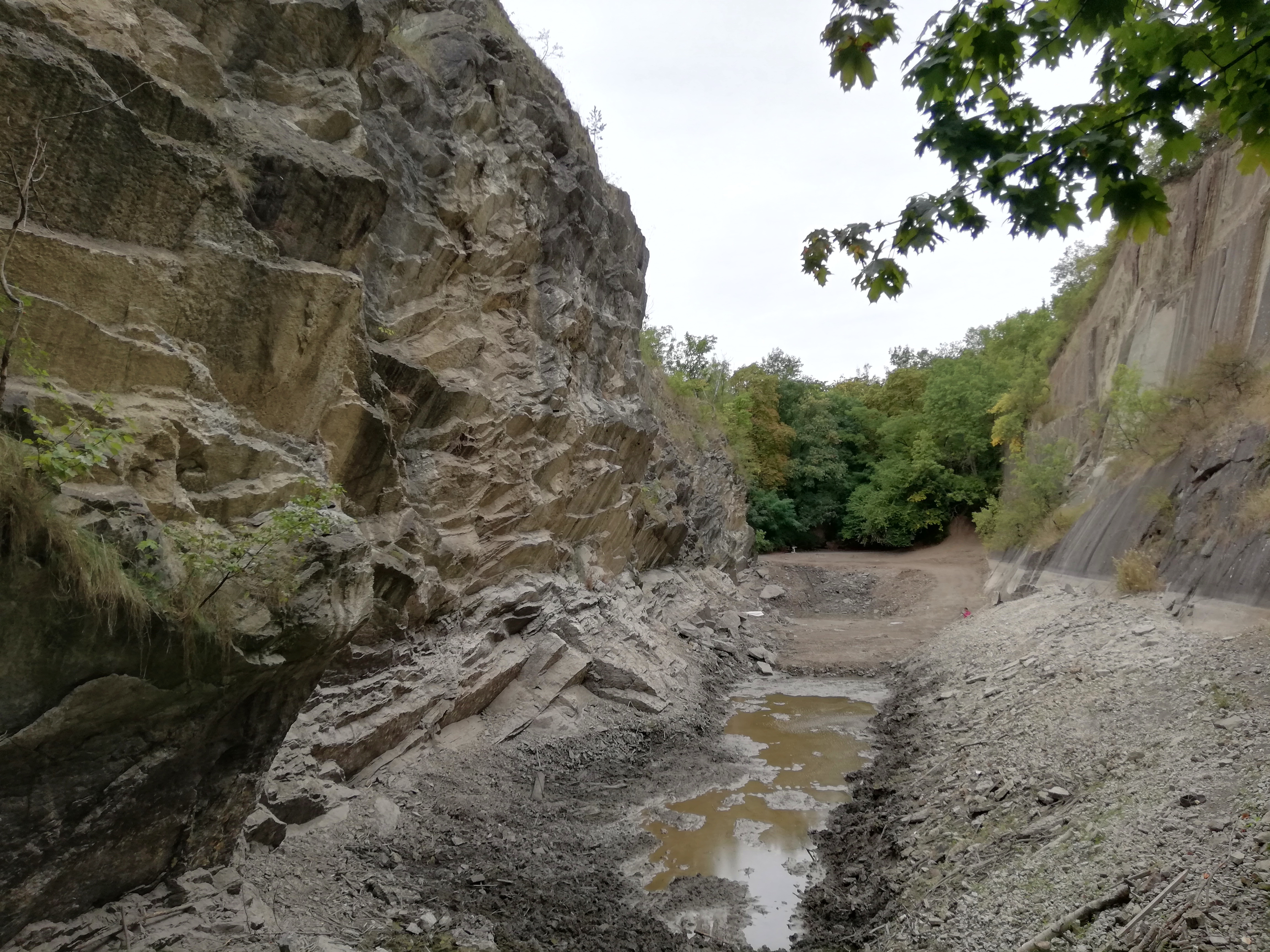
Pohled z východního břehu na severní skalní masiv